# Fidelio Fritz Finke
Fidelio Fritz Finke (néhol Fidelio F. Finke illetve Fidelio Friedrich Finke;  (Josefsthal,  1891. október 22. – Drezda, 1968. június 12.) cseh-német zeneszerző. Szimfonikus és énekkari műveket, kamarazenét, orgona- és zongora-darabokat írt. 

## Életpályája
A prágai német zeneakadémia igazgatója volt. Újszerű hangzású műveket alkotott a kamarazene, zenekari és szólómuzsika, továbbá a dalirodalom terén. Nevezetes Dehmel és Werfel szövegeire írt nagyszabású karkompozíciója, a Pan. 

## Művei

### Operák
- Die versunkene Glocke, opera  Gerhart Hauptmann drámája alapján (1916–19, befejezetlen)
- Die Jakobsfahrt, opera podle legendy Dietzenschmidta (premiéra 17. 10. 1936, Nové německé divadlo v Praze)
- Der schlagfertige Liebhaber, opera Karl Zuchardt szövegére (1954, befejezetlen)
- Der Zauberfisch, gyermekopera a Grimm-testvérek meséire

### Zenekari darabok
- Schauspielouvertüre, (1908)
- Suite für Streichorchester, (1911)
- Variationen und Fuge für Kammerorchester (1915)
- Pan, Symphonie für großes Orchester (1919)
- Abschied, lyrische Szene, na slova Franze Werfla (1917)
- Mein Trinklied pro tři mužské hlasy, mužský sbor a dechový orchestr (1918)
- Konzert für Klavier und kleines Orchester (1930)
- Konzert für Orchester (1932)
- Kleine Festmusik für Blasorchester (1937)
- Acht Bagatellen für Orchester (1939)
- Vier Studien für Orchester (1943)
- Ciacona für Orchester (1944)
- 2. Suite für Orchester (1947)
- 3. Suite für Orchester (1949)
- Capriccio über ein polnisches Volkslied für Klavier und Orchester (1953)
- 4. Suite für 16 Blasinstrumente und Schlagwerk (1953)
- Musik für Bläser (5. Suite für Orchester),(1955)
- 6. Suite für Orchester (1956)
- Symphonische Märsche (7. Suite für Orchester) (1960)
- 8. Suite für Bläser-Quintett, 2 Klaviere und Streichorchester (1961)
- Divertimento für Kammerorchester (1964)
- Festmusik für Orchester (1964)

### Kórusművek és kantáták (válogatás)
- Trinklied (Gotthold Ephraim Lessing szövegére,  (vegyeskar, 1908)
- Es fuhr eine Fischerin (ženský sbor s klavírem, text ze sbírky Des Knaben Wunderhorn (1912)
- 7 Frauenchöre (lidová poezie, Eduard Mörike, Clemens Brentano (1914)
- Weihnachtskantilene (vegyeskar, Matthias Claudius (1933)
- Der große und der kleine Hund (vegyeskar, Matthias Claudius)
- Sechs vierstimmige Kanons (Wilhelm Busch, 1936)
- Chor der Toten (vegyeskar, Conrad Ferdinand Meyer (1938)
- Wir tragen ein Licht (smíšený sbor, Franz Höller, 1938)
- Deutsche Kantate (szoprán, baryton, smíšený a chlapecký sbor, orchestr a varhany (Franz Höller, 1940)
- Weihnachtslied (vegyeskar, 1940)
- O Herzland Böhmens (vegyeskar, orgona  (1942)
- 3 Kanons (vegyeskar, Emanuel Geibel, Wilhelm Busch, Ludwig Christoph Hölty (1946)
- 2 russische Volkslieder (női kar és zongora, 1946)
- Das Göttliche (smíšený sbor, Johann Wolfgang Goethe, 1949)
- Freiheit und Friede (smíšený sbor, Bertold Brecht, 1953)
- Aufbaulied (smíšený sbor a instrumentální doprovod (1953)
- Bauernballade (vegyeskar, Johannes Robert Becher, (1961)
- Wir, Volk der schaffenden Hände (kánon 3 hangra, 1962)
- Eros (kantáta pro soprán, tenor a orchestr (1962)

### Dalok (válogatás)
- Drei frühe Lieder (1915)
- Frühling (1912)
- Fallender Schnee (1917)
- Drei Lieder (1918)
- Kleinseitner Adagio (1928)
- Drei Lieder (Rainer Maria Rilke,1929)
- Lob des Sommers (Rainer Maria Rilke)
- Märlein (Hans Watzlik, 1937)
- Frau Nachtigal. Madrigal für Sopran, Alt, Tenor, hohen und tiefen Baß (text ze sbírky Des Knaben Wunderhorn (1937)
- Sudetendeutsche Volkslieder (1939)
- Einmal von Franz Brendal für Bass (oder Alt) und Klavier (1943)
- Beginn des Endes (Theodor Storm, 1945)
- Schein und Sein (10 písní pro nižší hlas a klavír, Wilhelm Busch, (1948)
- Der Apfelbaum am Wegrand (1965)
- Epilog (Bertold Brecht, 1966)
- Cantata piccola (1966)

### Kamaradarabok
- Streichquartett Nr. 1 (1914, věnován Arnoldu Schönbergovi)
- Klaviertrio (1923)
- Acht Musiken für 2 Violine und Viola (1922)
- Sonate für Violine und Klavier (1924)
- Streichquartett Nr. 2 „Der zerstörte Tasso“ (se sopránovým sólem,1925)
- Ciacona nach Vitali für Violine und Klavier (1925)
- Streichquartett Nr. 3 (1926, ztraceno))
- Sonate für Violoncello (1926, ztraceno))
- Sonate für Flöte und Klavier (1927)
- 100 Stücke für Blockflöte Solo (1936,)
- Sonatine für Harfe (1945)
- Sonate für Horn und Klavier (1946)
- Sonate für Klarinette und Klavier (1949)
- Sonate für Viola und Klavier (1954)
- Bläserquintett (1955)
- Toccata für Akkordeon (1955)
- Toccata für Bandoneon (1955)
- Streichquartett Nr. 5 (1964)
- … ismen und … ionen pro kontrabas, klavír, flétnu, harfu, violu a violoncello (1969, dokončil Heinrich Simbriger)

### Zongoradarabok
- Sonate e moll (1903, ztraceno))
- Thema con Variazioni für Klavier op. 9 (před 1908)
- Fantasia auf der Fahrt für Klavier op. 12 (1908)
- Intermezzo (1909)
- Vier Klavierstücke (1910)
- Eine Reiter-Burleske (1913)
- Romantische Suite (1916)
- Gesichten. Sieben Klaviermusiken (1921)
- Klaviermusiken für Kinder (1921)
- Marionetten-Musiken. Sechs Stücke für Klavier (1921)
- 10 Kinderstücke (1926)
- 2. Suite für Klavier (1928)
- Concertino für 2 Klaviere (1931)
- Egerländer Sträußlein. Eine Reihe kleiner Stücke für Klavier nach Egerländer Volkslieder (1939)
- Tänze aus dem Isergebirge (4ručně, 1940)
- Sonatine (1945)
- Klavierstücke nach slawischen Volksliedern (1952)
- Drei Klaviersätze nach deutschen Volksliedern (1954)

### Orgonaművek
- Fantasie (Variationen und Doppelfuge über den Choral „Aus tiefer Not“ (varhany, 1928)
- Toccate und Fuge (varhany, 1928)
- Sieben Choralvorspiele (varhany, 1928)
- Suite für Orgel (1930)